# Torneo WTA de Stuttgart 2019
El Porsche Tennis Grand Prix de 2019 fue un torneo de tenis jugado en canchas de arcilla bajo techo. Se trató de la 42.ª edición del Porsche Tennis Grand Prix, y es parte de los torneos WTA Premier de 2019. Tuvo lugar en el Porsche Arena de Stuttgart (Alemania) del 22 al 28 de abril de 2019.

## Distribución de puntos
| Modalidad           | Campeona | Finalista | Semifinales | Cuartos de final | 2ª ronda | 1ª ronda | Clasificadas | 3ª ronda de clasificación | 2ª ronda de clasificación | 1ª ronda de clasificación |
| Individual femenino | 470      | 305       | 185         | 100              | 55       | 1        | 25           | 18                        | 13                        | 1                         |
| Dobles femenino     | 470      | 305       | 185         | 100              | -        | 1        | -            | -                         | -                         | -                         |

## Cabezas de serie

### Individuales femenino
| Tenista              | Ranking | Preclasificada |
| Naomi Osaka          | 1       | 1              |
| Simona Halep         | 2       | 2              |
| Petra Kvitová        | 3       | 3              |
| Karolína Plíšková    | 4       | 4              |
| Angelique Kerber     | 5       | 5              |
| Kiki Bertens         | 7       | 6              |
| Anastasija Sevastova | 13      | 7              |
| Anett Kontaveit      | 15      | 8              |

- Ranking del 15 de abril de 2019.[2]

### Dobles femenino
| Tenista                          | Ranking | Preclasificada |
| Nicole Melichar Květa Peschke    | 25      | 1              |
| Anna-Lena Grönefeld Demi Schuurs | 33      | 2              |
| Makoto Ninomiya Abigail Spears   | 57      | 3              |
| Raquel Atawo Katarina Srebotnik  | 60      | 4              |

## Campeones

### Individual femenino
Petra Kvitová venció a  Anett Kontaveit por 6-3, 7-6(7-2)

### Dobles femenino
Mona Barthel /  Anna-Lena Friedsam vencieron a  Anastasiya Pavliuchenkova  /  Lucie Šafářová por 2-6, 6-3, [10-6]